# Українське право
Українське право (Інформаційне агентство Українське право) — інформаційна агенція, що працює на ринку України з 2016 року; публікує правові новини двома мовами (українською та англійською). 

## Історія
Інформаційно-правовий портал «Українське право» було створено у 2015 році з метою виготовлення та  поширення  інформації про правове життя українського суспільства, дослідження сучасної правової думки, інформування про актуальні новини правотворчості та правової практики, формування правової культури  громадянського суспільства. З грудня 2016 року має статус інформаційного агентства.
Висвітлюючи процес правотворчості,  приділяється увага стадіям появи законопроєкту, прийняття законодавчих актів парламентом, набуття законами чинності. У розділі інформаційно-правового порталу про правову практику зосереджується  увага на  діяльності правоохоронних органів, органів прокуратури, судових органів, на професійній діяльності адвокатів. Правовий погляд  надає можливість висловити науковцям свою думку з правових питань сучасності та історії права, а також викласти у вільній авторській формі власну правову позицію фахівцям права.

## Розділи порталу
Наразі існує 10 основних розділів порталу інформаційної агенції :
- Правотворчість  [Архівовано 10 липня 2019 у Wayback Machine.]
- Правова практика  [Архівовано 29 червня 2019 у Wayback Machine.]
- Правовий погляд  [Архівовано 24 червня 2019 у Wayback Machine.]
- Новини  [Архівовано 8 липня 2019 у Wayback Machine.]
- Календар подій  [Архівовано 8 липня 2019 у Wayback Machine.]
- Міжнародне право  [Архівовано 23 червня 2019 у Wayback Machine.]
- Ukrainian Law  [Архівовано 9 липня 2019 у Wayback Machine.]
- Видання  [Архівовано 26 червня 2019 у Wayback Machine.]
- Право в особах  [Архівовано 10 липня 2019 у Wayback Machine.]
- Відео  [Архівовано 25 червня 2019 у Wayback Machine.]

## Спеціальні проєкти
З метою підвищення  рівня правової культури та поширення інформації про стан  юридичної науки  інформаційна агенція виготовляє тематичні відео програми.
- Діалоги про право – інтерв’ю з видатними правознавцями України  [Архівовано 25 червня 2019 у Wayback Machine.].
- Право в особах – унікальний контент про відомі історичні постаті правової науки  [Архівовано 29 червня 2019 у Wayback Machine.].